# Voda da Pita
La Voda da Pita (boda de la Pita, en gallego) es una representación teatral popular que tiene lugar cada Martes de Carnaval en la plaza de As Eiroás (Orense). Es el acto central de la Fiesta de la Pita, que es el nombre con el que se denomina al carnaval de As Eiroás que, a su vez, se llama así en memoria del emparejamiento de dos viudos que tuvo lugar en el barrio en la segunda mitad del siglo XX y que, según las y los informantes de la zona, provocó sin pretenderlo la celebración del carnaval en aquel barrio orensano durante dos décadas. La novia recibía el apodo de Pita, y de ahí el nombre de la fiesta y de algunos elementos que la rodean.
En el año 1999, la asociación vecinal de As Eiroás decide recuperar la celebración del carnaval, introduciendo en la nueva fiesta diversos contenidos entre los que se encuentra esta representación teatral.

## Historia

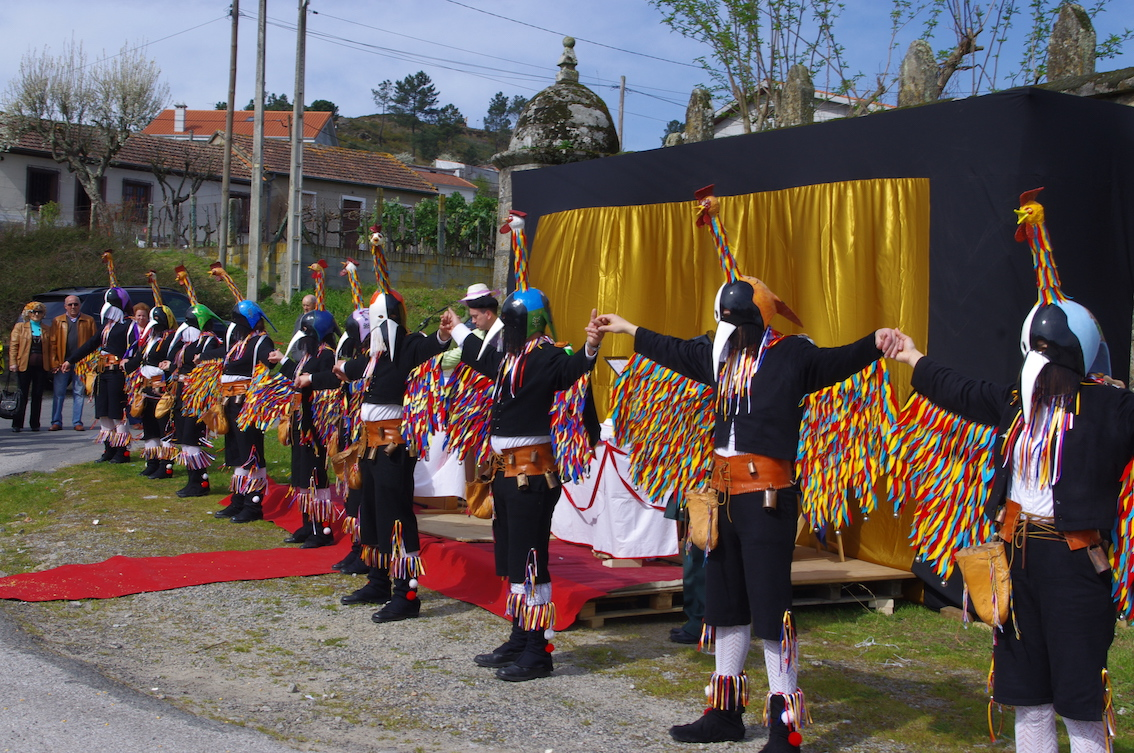
Voda da Pita 2011

La primera vez que tuvo lugar la boda fue el 7 de marzo del año 2000, en la segunda edición de la Fiesta de la Pita. Además de introducir un nuevo elemento en el programa de la fiesta, la boda procuraba -en un tono satírico y desenfadado- recordar el origen de aquella cencerrada que había tenido lugar a mediados del pasado siglo, provocada por el emparejamiento de 2 viudos, y que diera lugar a la celebración del carnaval en aquel barrio orensano. El nombre de los viudos era Antonio Guimarey y Gumersinda de Benavides, apodada a Pita, de ahí el nombre de la boda y de la propia fiesta.
Hasta el 10º aniversario de la fiesta, en el año 2008, la boda era mucho más corta y tenía lugar a las 5 de la tarde, abriendo el baile de máscaras vespertino y centrándose en el origen de la cencerrada con actores e actrices improvisadas/os. A partir de ese año, cambia la estructura festiva del Martes, trasladando la Voda da Pita a la 1 del mediodía, introduciendo un elemento gastronómico en el programa de la fiesta y prolongando, por lo tanto, el programa festivo do día grande. Esto también acarreó una reforma del guion de la obra que hizo que esta creciera en tiempo y contenidos, incorporando nuevos elementos satíricos sobre lo acontecido en el panorama social y político a lo largo del último año. En el año 2021, como consecuencia de la pandemia provocada por la COVID-19, la Voda da Pita tuvo lugar de manera virtual, dentro de la experiencia novedosa e improvisada de la celebración de un carnaval on-line, permaneciendo desde entonces alojada en el canal oficial de la fiesta en YouTube.

## Estructura de la obra
En la representación de la boda conviven 2 historias. Por una parte, el emparejamiento de Antonio Guimarey y Gumersinda de Benavides, dos viudos que, sin querer, dieran origen a la fiesta; y por otra, el análisis con retranca de lo que ocurrió a lo largo del último año. Además, la estructura del guion siempre contempla las mismas partes, siendo común una buena parte del texto en todas las ediciones.
1º El narrador o la narradora es el primer personaje en escena, que nos adelanta lo que allí va a pasar y nos sitúa en aquellos años en los que Elvis hacía bailar a las parejasa ritmo de rock, Blanco Amor escribía A Esmorga y Fraga se bañaba en Palomares.

2º Un cura (habitualmente más conservador) y una monja (también habitualmente, más moderna), van dando entrada a la ceremonia, a los novios protagonistas, Antonio y Gumersinda, y a los personajes "invitados" de cada año. La pareja habla de su amor, de cómo se conocieron y de que quieren iniciar una nueva vida en mutua compañía.
CURA: Antonio e Gumersinda, benvidos á casa do Señor. (Antonio y Gumersinda, bienvenidos a la casa del Señor)
Dígovos moi en verdade, que casar a dous viuvos (Os digo muy en verdad que casar a dos viudos)
é cousa de gran novidade. (es cosa de gran novedad.)
Cando decidiron unirse, moita ledicia nos deron. (Cuando decidieron unirse, mucha alegría nos dieron)
E por iso queremos saber como foi que se coñeceron? (Y por eso queremos saber ¿cómo fue que se conocieron?)
3º Se lleva a cabo la boda, con las interrupciones necesarias si así lo requiere la actualidad. Al acabar, los novios dan las gracias a todo el público por su asistencia y entonces irrumpe en la escena un vecino o una vecina que, con coplas y aleccionando al público asistente, reclama el pago de una fiesta para celebrar la unión.
NOVIO: Casados quedamos (Casados quedamos)
para as ledicias e para as desgrazas (para las alegrías y para las desgracias)
NOVIA: E a todos os veciños (Y a todos los vecinos)
pola vosa compañía dámosvos grazas (por vuestra compañía os damos gracias)
VECINA/O: Che, che, che!!!... Para o carro (Che, che, che!!!... Para el carro)
que con grazas non se paga. (que con gracias no se paga)
Remexede na faltriqueira. (Revolved en la faltriquera)
Veñan cartos e veña viño, (Vengan cuartos y venga vino)
veña festa e veña leria. (venga fiesta y venga juerga)

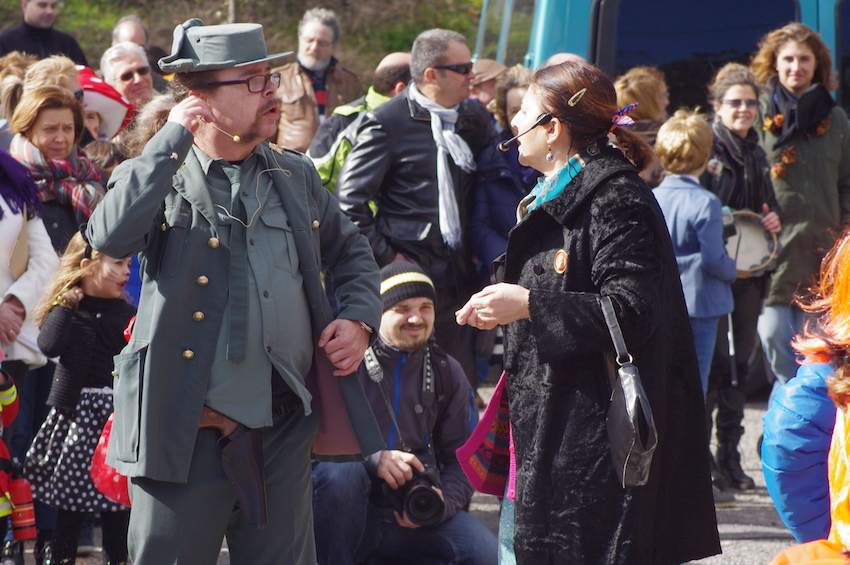
Voda da Pita 2015

4º Entra el guardia-civil en escena, tal y como cuentan que pasó en más de una ocasión en la antigua fiesta. En esta ocasión lo hace atendiendo a la llamada del cura y para detener la trifulca que se ha creado en la plaza. Después de una discusión entre la vecina y el guardia, que no entiende la retranca gallega, el alboroto de la cencerrada va a más y la autoridad competente acaba poniéndose nervioso y disparando al aire mientras grita la frase "Al suelo todo el mundo".
GUARDIA: Que se pare la trifulca! Que se aparte la xente! (¡Que se pare la trifulca! ¡Que se aparte la gente!)
Que aquí llega montada la “autoridá” competente. (Que aquí llega montada la autoridad competente)
VECINA/O: Montada... ben se ve, e “autoridá” pode ser, (Montada... bien se ve, y autoridad puede ser,)
pero iso de competente... aínda está por ver. (pero eso de competente... aún está por ver.)
5º Irrumpen las Pitas en escena, haciendo sonar as sus cencerros, rodeando al guardia-civil y lanzando sus huevos llenos de carnaval, de pienso y de alegría. Es así como las Pitas (que representan a una actualidad que devuelve la autoridad al pueblo) neutralizan al guardia (que representa, con sus formas, a otros tiempos) reconciliando pasado y presente para construir un futuro común. Al final de la obra, la persona más joven del elenco será la encargada de recoger la cesta con la gallina que la novia había llevado durante toda la representación, y decir las coplas que han cerrado la Voda da Pita desde el primer año:
NIÑA/O: Trinta anos agardou o pobo (Treinta años espero el pueblo)
a que alguén collera a cesta (a que alguien recogiera la cesta)
Non permitades, veciños (No permitáis, vecinos)
que volte a morrer a festa. (que vuelva a morir la fiesta.)

## Galería de imágenes

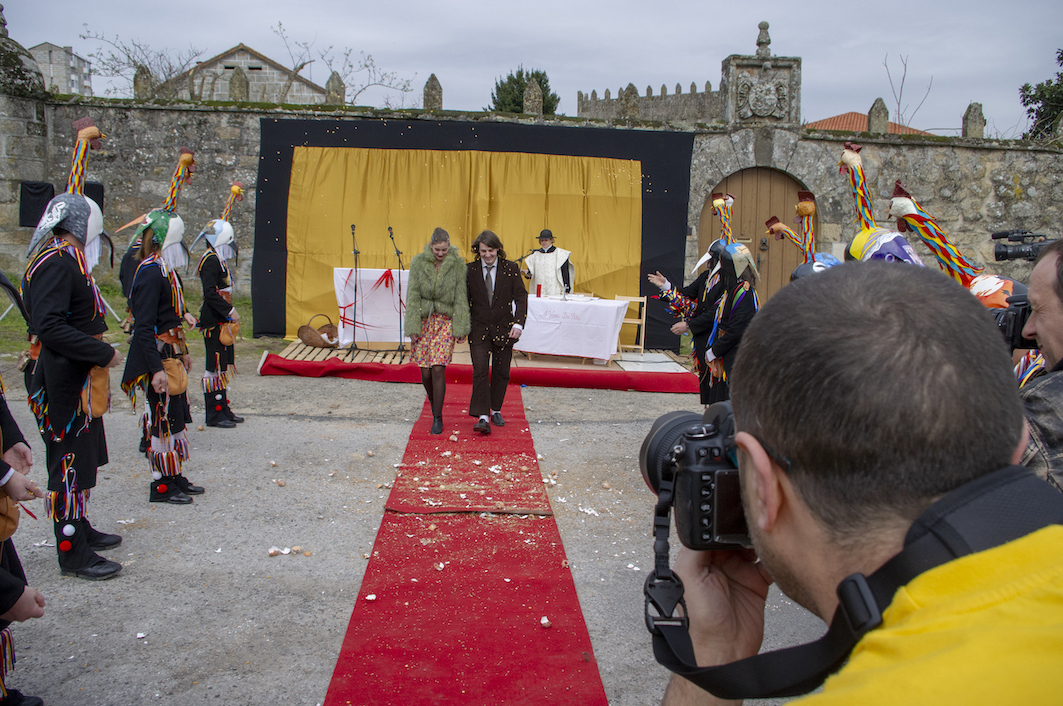
Voda da Pita 2010
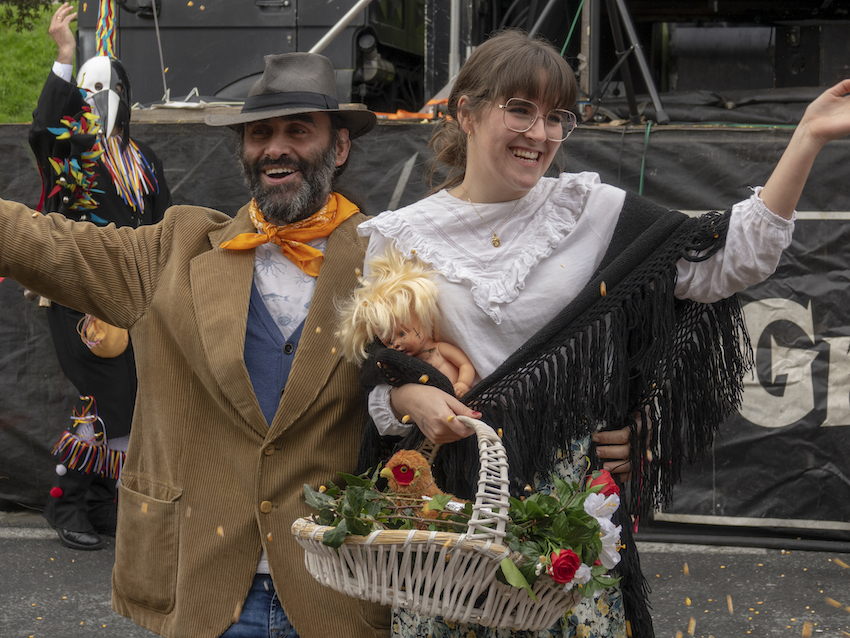
Voda da Pita 2020
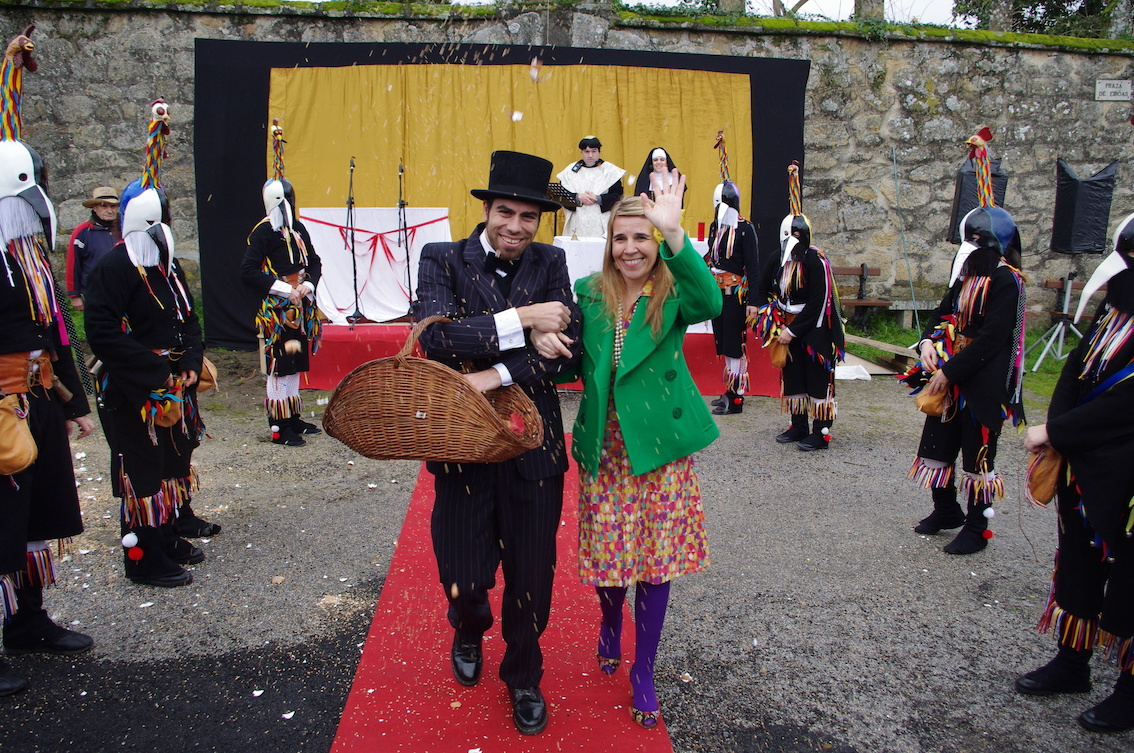
Voda da Pita 2014